# Parapimelodus valenciennis
El bagre porteñito  (Parapimelodus valenciennis) es una especie de pez de la familia Pimelodidae en el orden Siluriformes.

## Morfología
Los machos pueden llegar alcanzar los 16,2 cm de longitud total y 34,4 g de peso.

## Hábitat
Es un pez de agua dulce y de clima tropical.

## Distribución geográfica
Se encuentran en Sudamérica:  cuenca del río Paraná.